# Amacuitlapilco
Amacuitlapilco är en ort i Mexiko.   Den ligger i kommunen Jonacatepec och delstaten Morelos, i den sydöstra delen av landet, 90 km söder om huvudstaden Mexico City. Amacuitlapilco ligger 1 368 meter över havet och antalet invånare är 2 332.
Terrängen runt Amacuitlapilco är kuperad åt sydväst, men åt nordost är den platt. Runt Amacuitlapilco är det ganska tätbefolkat, med 134 invånare per kvadratkilometer. Närmaste större samhälle är Cuautla Morelos, 18,2 km nordväst om Amacuitlapilco. Omgivningarna runt Amacuitlapilco är en mosaik av jordbruksmark och naturlig växtlighet.